# مثانة
المَثَانةُ أو المَثَانةُ البَوْلِيَّةُ أو كيس أو حوصلة (بالإنجليزية: Urinary bladder) هي عضو عضلي أجوف قابل للتمدد يوجد في العديد من الحيوانات، وفي الإنسان؛ تكون عبارة عن كيس يستقر في قاع الحوض، أعلى وخلف عظم العانة، وعندما تكون فارغة، تكون المثانة بحجم وشكل الكمثرى. تقوم بجمع وتخزين البول من الكلى وينتقل إليها عن طريق الحالبين ليخرج عبر مجرى البول للخارج بهدف التخلص منه. يمكن أن تحتفظ المثانة البشرية الصحيحة بين 300 و 500 مل قبل حدوث الرغبة في الإفراغ، ولكن يمكنها الاحتفاظ بأكثر من ذلك بكثير.

## التكوين
تشريحيًا، تنقسم المثانة إلى قاع واسع وجسم وقمة ورقبة. تتجه قمتها إلى الأمام نحو الجزء العلوي من الارتفاق العانيّ، ومن هناك يمتد الرباط السري إلى الأعلى على الجزء الخلفي من جدار البطن الأمامي إلى السرة. عنق المثانة هو المنطقة في قاعدة المثلث التي تحيط بفوهة مجرى البول الداخلي مؤديةً إلى مجرى البول. وفي الذكور؛ يكون عنق المثانة البولية مجاورًا لغدة البروستاتا.
تُكوِّن الفتحات الثلاث، فتحتي الحالبين وفتحة الإحليل الداخلي، منطقة مثلثة تُسمَّى مثلث المثانة.
لهذه الفتحات لوحات مخاطية أمامها تعمل بمثابة صمامات لمنع ارتجاع البول في الحالب، المعروف باسم الجَزْرٌ المَثانِيٌّ الحالِبِيّ. ويوجد بين فتحتي الحالبين مساحةٌ مرتفعةٌ من الأنسجة تُسمَّى قمة بين الحالبين، صانعةً الحد الأعلى لمثلث المثانة. مثلث المثانة هو منطقة العضلات الملساء التي تشكل أرضية المثانة أعلى مجرى البول. وتكون الأنسجة ملساء لسهولة تدفق البول من وإلى هذا الجزء من المثانة، على النقيض من السطح غير النظامي الذي شكلته الغُضُون.
في الذكور، تقع غدة البروستاتا خارج فتحة الإحليل. ويسبب الفص الأوسط من البروستاتا ارتفاعًا في الغشاء المخاطي وراء فتحة مجرى البول الداخلية يُسمَّى لَهَاةُ المثانة البولية. يمكن أن تتضخم اللهاة عند تضخُّم البروستاتا.
تقع المثانة تحت التجويف البريتوني بالقرب من أرضية الحوض وراء الارتفاق العاني. في الذكور، تقع أمام المستقيم، مفصولة عنه بواسطة الجيب المستقيمي المثاني، وتدعمها ألياف العضلة الرافعة للشرج وغدة البروستاتا. بينما في الإناث، فإنها تقع أمام الرحم مفصولة عنه بواسطة الجيب الرحمي المثاني، ويدعمها العضلة الرافعة للشرج والجزء العلوي من المهبل. يكون سُمْك جدار المثانة البولية عادةً 3-5 ملم. وعند تمدده، يكون سمكه أقل من 3 مم.
الجدران الداخلية لها سلسلة من الحافَّات، والطيات المخاطية السميكة المعروفة باسم الغُضُون التي تسمح بتمدد المثانة.

### التشريح المِجْهري
خارج المثانة محميٌّ بغشاء مصلي، وجدار المثانة نفسه هو عضلات ملساء. ويُبطَّن الجانب الداخلي للمثانة بغشاء مخاطي يتكون من الكِنان السكري (غطاء بروتيني سكري يغطي العديد من الخلايا) الذي يحمي الخلايا تحته من البول والظهارة البولية (غشاء قاعدي) وهو شكل من الظهارة الانتقالية. كما توفر البطانة المخاطية حاجزًا ضد مرور العدوى.

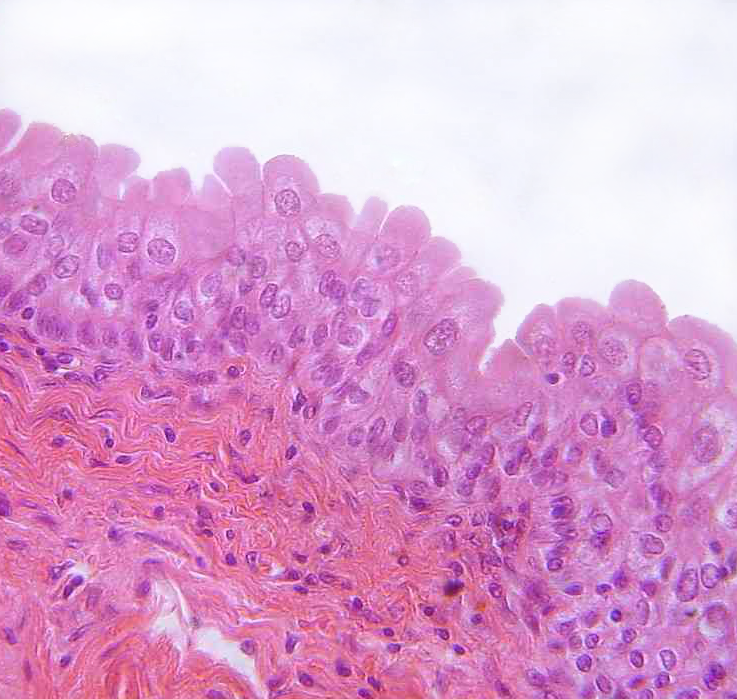
الظهارة البولية

### العضلة الدافعة للبول
العضلة النافصة المثانية أو العضلة الدافعة للبول هي طبقة من جدار المثانة البولية مُكوَّنة من ألياف العضلات الملساء المُرتَّبة في حزم حلزونية وطولية ودائرية. ترسل مستقبلات التمدد في المثانة إشارة إلى الجهاز العصبي السمبتاوي لقبض العضلة الدافعة للبول عند تمدد المثانة. وهذا يشجع المثانة على طرد البول من خلال مجرى البول.

### الإمداد الدموي واللمفاوي
تتغذى المثانة عن طريق الشرايين المثانية وتنضبها الأوردة المثانية. يقوم الشريان المثاني العلوي بإمداد الدم إلى الجزء العلوي من المثانة، ويقوم الشريان المثاني السفلي، بتوفير إمدادات الدم للجزء السفلي منها. وكلاهما فروع من الشرايين الحرقفية الداخلية. كما توفر الشرايين الرحمية والشرايين المهبلية الدم في الإناث. يبدأ الصرف الوريدي من المثانة في شبكة من الأوعية الصغيرة على السطوح الخارجية والظهرية للمثانة. والتي تتجمع وتمر إلى الوراء على طول الأربطة الجانبية للمثانة لتصب في الأوردة الحرقفية الداخلية.
يبدأ الصرف اللمفاوي من المثانة في سلسلة من الشبكات في جميع أنحاء الطبقات المخاطية والعضلية والمصلية. من ثَمَّ تتشكل ثلاث مجموعات من الأوعية: مجموعة بالقرب من مثلث المثانة لصرف الجزء السفلي من المثانة، ومجموعة لصرف الجزء العلوي من المثانة، ومجموعة أخرى لصرف السطح الخارجي للمثانة. وتصب معظم هذه الأوعية في الغدد الليمفاوية الحرقفية الخارجية.

### التغذية العصبية
تتلقى المثانة التعصيب الحركي من الألياف الوُدِّية، والتي ينشأ معظمها من الضفائر والأعصاب الخَثَلية السفلية والعلوية، والألياف اللا وُدِّية، التي تنشأ من الأعصاب الحشوية الحوضية.
ينتقل الإحساس من المثانة إلى الجهاز العصبي المركزي عن طريق الألياف الحشوية الواردة. والتي تتبع مسار الأعصاب الوُدِّية الصادرة على السطح العلوي إلى الجهاز العصبي المركزي، في حين أنها على الجزء السفلي من المثانة تتبع مسار الأعصاب اللا وُدِّية الصادرة.
لخروج البول من المثانة، يجب أن يتم فتح كل من العضلة الداخلية العاصرة المستقلة (في الذكور) والعضلة العاصرة الخارجية الإرادية. ويمكن أن تؤدي إصابات هذه العضلات إلى سلس البول.

## نمو المثانة
تنشأ المثانة البولية البشرية من الجيب البولي التناسلي، وتكون في البداية متصلة مع السِّقاء في الجنين. تتطور الأجزاء العلوية والسفلية من المثانة بشكل منفصل ويلتحما معًا في منتصف مراحل نموها. في هذا الوقت يتحرك الحالبان من قنوات الكلوة الجنينية الموسطة إلى مثلث المثانة. في الذكور، تقع قاعدة المثانة بين المستقيم والارتفاق العاني. وتوجد أعلى البروستاتا، ومفصولة عن المستقيم بواسطة الجيب المستقيمي المثاني. في الإناث، تقع المثانة أدنى الرحم وأمام المهبل. وبالتالي، تكون سعتها القصوى أقل مما كانت عليه في الذكور. وتُفصَل عن الرحم بواسطة الجيب الرحمي المثاني. في الرضع والأطفال الصغار، تقع المثانة البولية في البطن حتى عندما تكون فارغة.

## الوظيفة
يُنتَج البول عن طريق الكلى، ويتجمع في المثانة قبل التخلص منه عن طريق عملية التبول. تحمل المثانة البولية عادةً 300-350 مل من البول. وعند تراكُم البول، تتسطح الغُضُون ويتمدد جدار المثانة، مما يسمح للمثانة بتخزين كميات أكبر من البول دون زيادة كبيرة في الضغط الداخلي. يتم التحكم في التبول عن طريق مركز التبول الجِسْري في جذع الدماغ.

## الأهمية الطبية

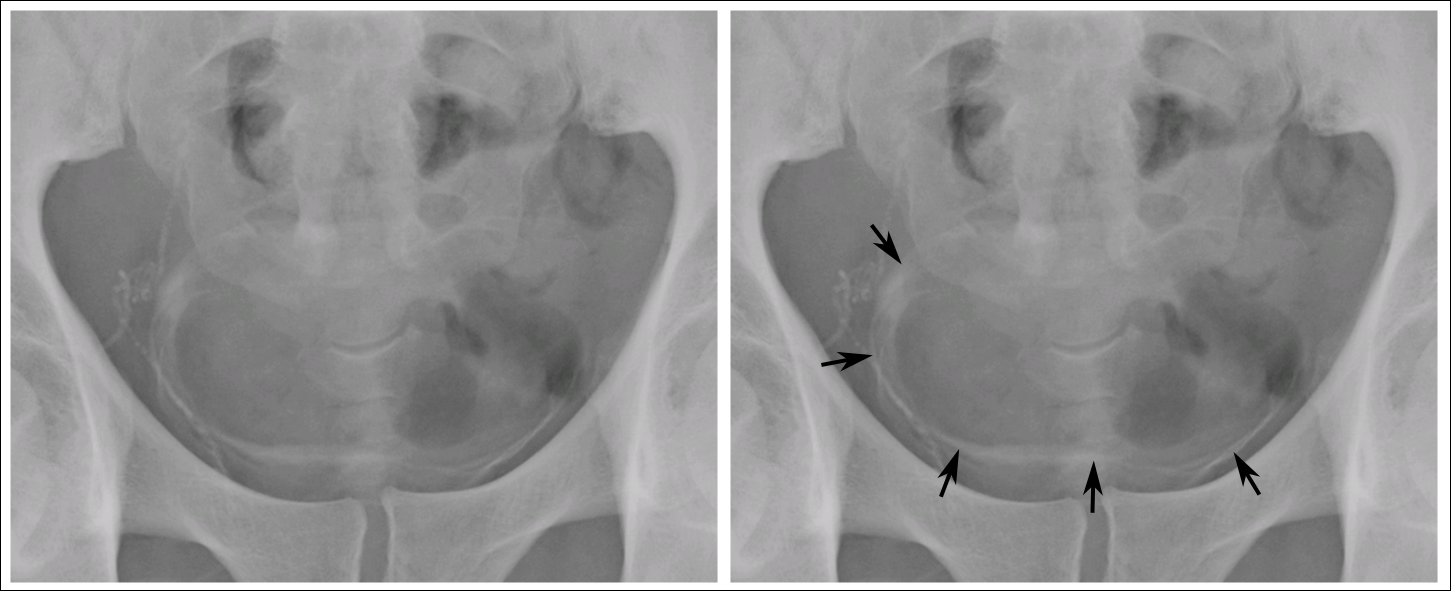
التكلُّسات على جدار المثانة الناجمة عن داء البلهارسيات البولي

يمكن أن يكون التبول المتكرر نتيجةً لزيادة إنتاج البول وصِغَر سعة المثانة والتهيج أو الإفراغ غير المكتمل. يزداد عدد مرات التبول في الذكور المصابين بتضخم البروستاتا. ويمكن تعريف المثانة مُفرِطة النشاط عندما يتبول الشخص أكثر من ثماني مرات في اليوم الواحد. ويمكن أن تسبب المثانة مفرطة النشاط في كثير من الأحيان سلس البول. على الرغم من ثبوت أن كل من حجم البول ومرات التبول لهما نظم يوماوي، وهذا يعني دورات ليلًا ونهارًا، إلا أنه لم يتضح كيف يختل ذلك في المثانة مفرطة النشاط، ويمكن أن يساعد الاختبار الديناميكي للبول على شرح الأعراض. المثانة غير النشطة هي الحالة التي يكون فيها صعوبة في تمرير البول. كذلك قد يشير التبول المتكرر في الليل إلى وجود حصوات في المثانة.
البيلة الجرثومية هي وجود بكتيريا في البول والتي يمكن أن تشير إلى عدوى المسالك البولية مثل التهاب المثانة.

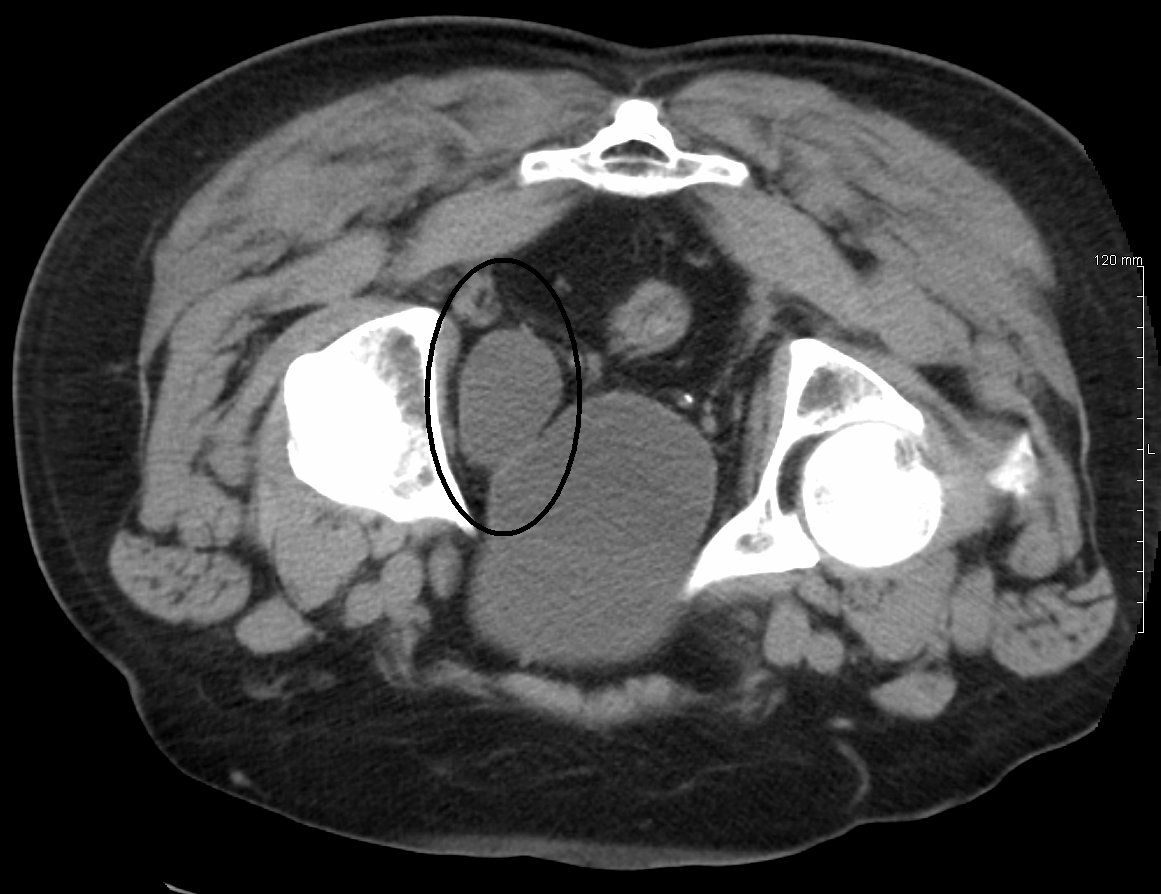
رتْجُ المثانة

تشمل الأمراض في المثانة أو المتعلقة بها:
- سرطان المثانة
- إكشاف مثاني (انقلاب المثانة للخارج)
- خلل تآزر العضلات العاصرة في المثانة، وهي الحالة التي لا يتزامن فيها انبساط العضلة العاصرة لمجرى البول مع تقلص عضلات المثانة
- التهاب المثانة الخلالي
- الاضطرابات البولية (متلازمة المثانة الخجولة)
- التهاب المثلث المثاني
- احتباس البول

## في الحيوانات الأخرى

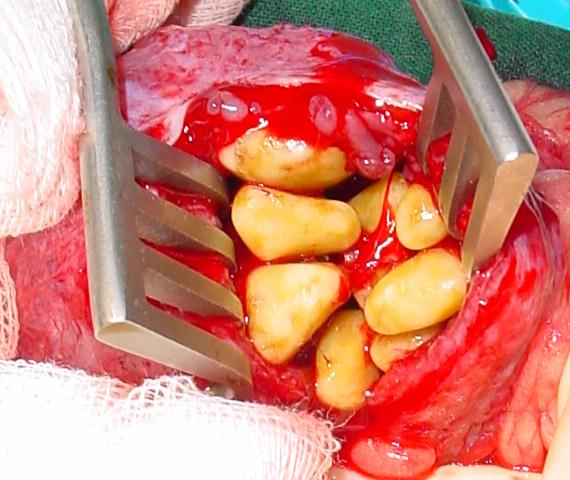
حصوات المثانة في الكلاب.

توجد المثانة البولية في معظم أنواع المملكة الحيوانية، ولكنها متنوعة جدًا في الشكل، وتكون في بعض الحالات مختلفة عن المثانة البولية في البشر. فالمثانة البولية في السلاحف رقيقة جدًا ويسمح تنظير المثانة بتصوير الأعضاء الداخلية. بينما مثانة الخنازير مشابهة جدًا للمثانة في الإنسان.
تصيب حصوات المثانة العديد من الحيوانات، بشكل شائع القطط والكلاب ولكن من الممكن حدوثها أيضًا في حيوانات أخرى بما في ذلك السلحفاة.

## صور

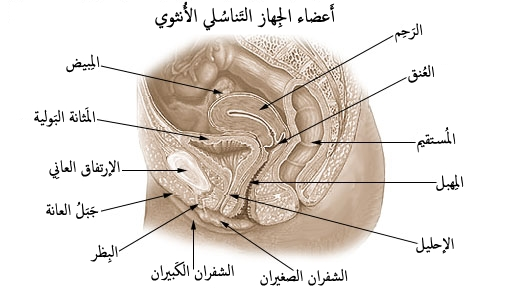
أعضاء الجهاز التناسلي الأنثوي.
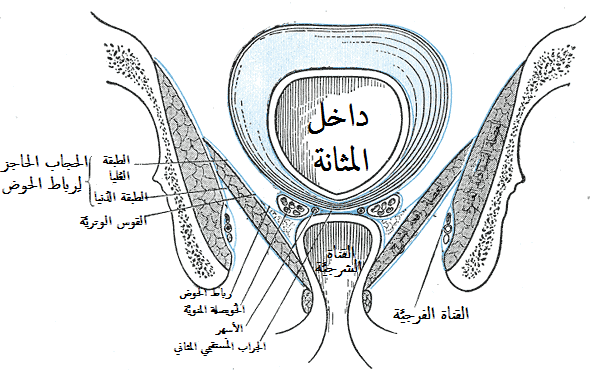
مقطع إكليليّ للحوض، يُظهر ترتيب اللفائف. (يظهر من الخلف).
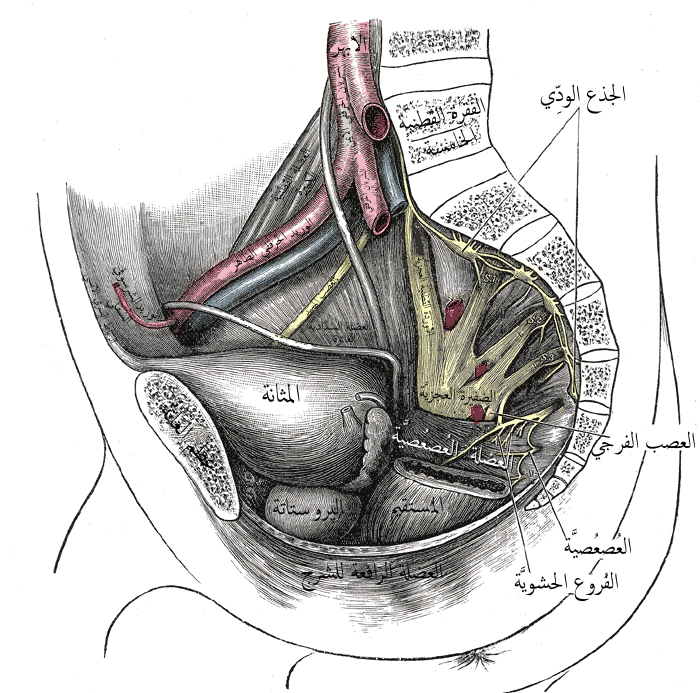
تشريح الجدار الجانبي للحوض يُظهر الضفيرتين العجزية والفرجية. (المثانة مرئية في أسفل يسار الصورة).
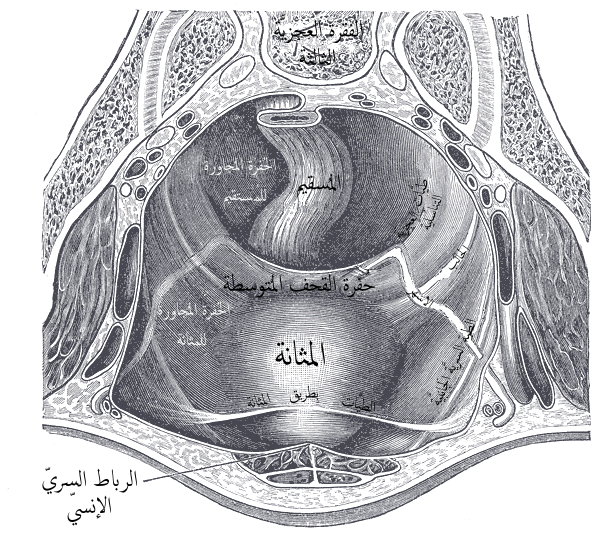
الغشاء المصلي البطني (حوض ذكري).
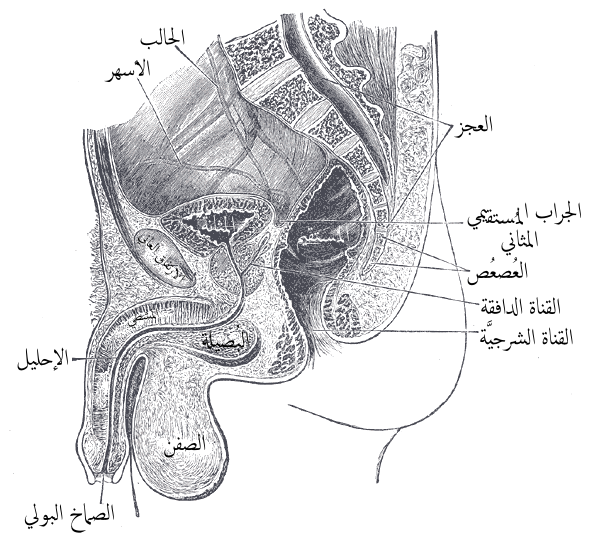
مقطع سهمي متوسطي في الحوض الذكري.
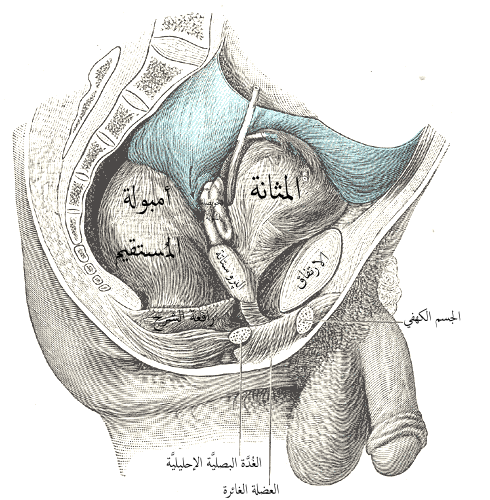
الأعضاء الذكرية في منطقة الحوض (من الجهة اليمنى).
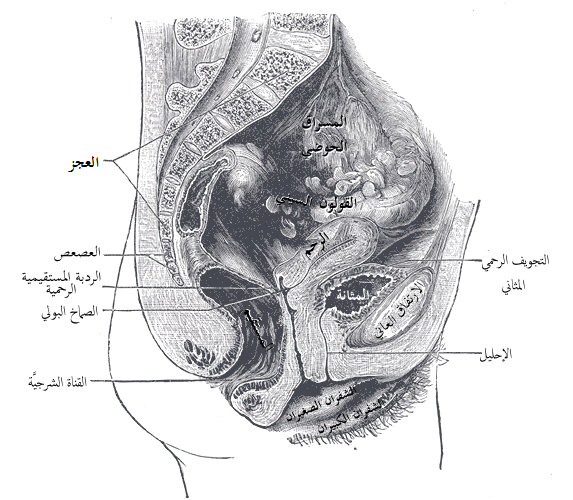
مقطع سهمي متوسطي للأعضاء الأنثوية.
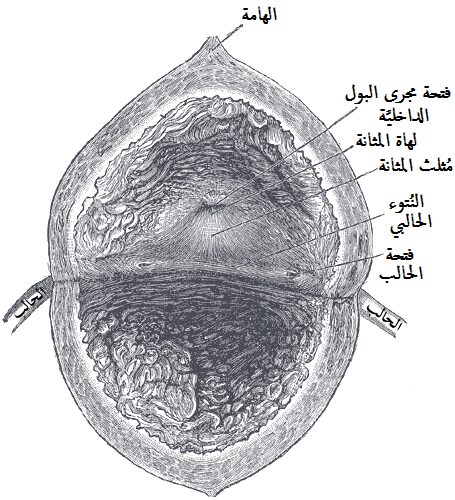
صورة داخلية للمثانة.
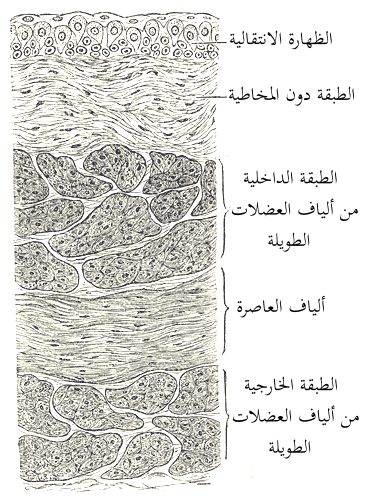
مقطع طولي لجدار المثانة.
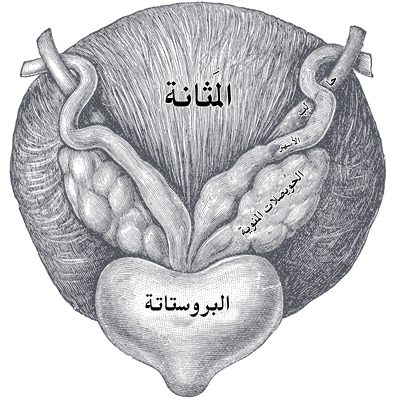
قاع المثانة والحويصلة المنوية.
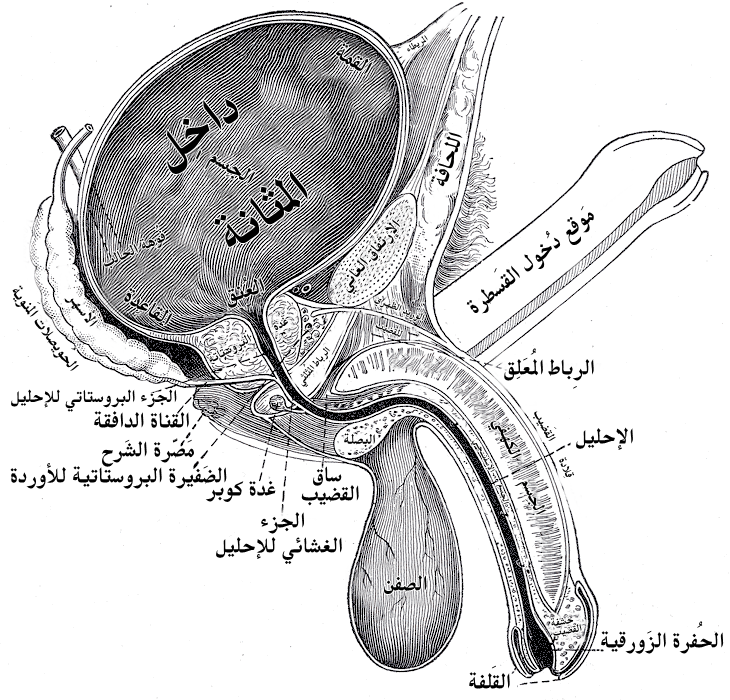
مقطع طولي في المثانة وَالقضيب وَالإحليل. (لهاة المثانة غير مُشار إليها في الصورة، ولكنها تظهر في المثانة عند منطقة العُنق).
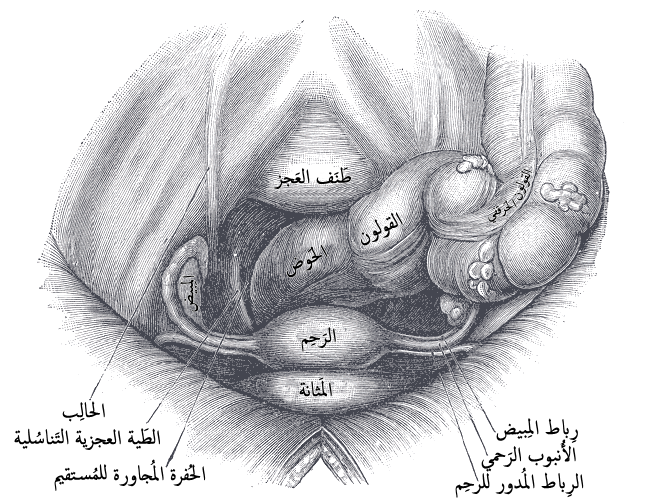
محتويات الحوض الأنثوي (من الأعلى والأمام).
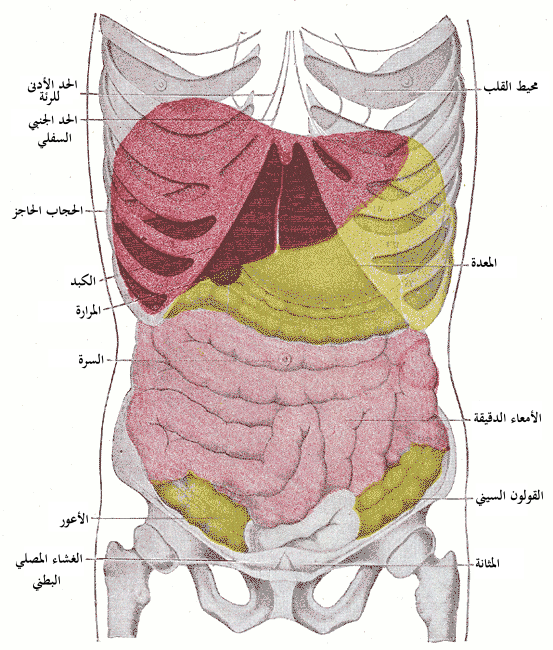
طوبوغرافيا الأحشاء الصدرية والبطن.
يمكن رؤية المثانة باللون الأصفر في الرسم التوضيحي.
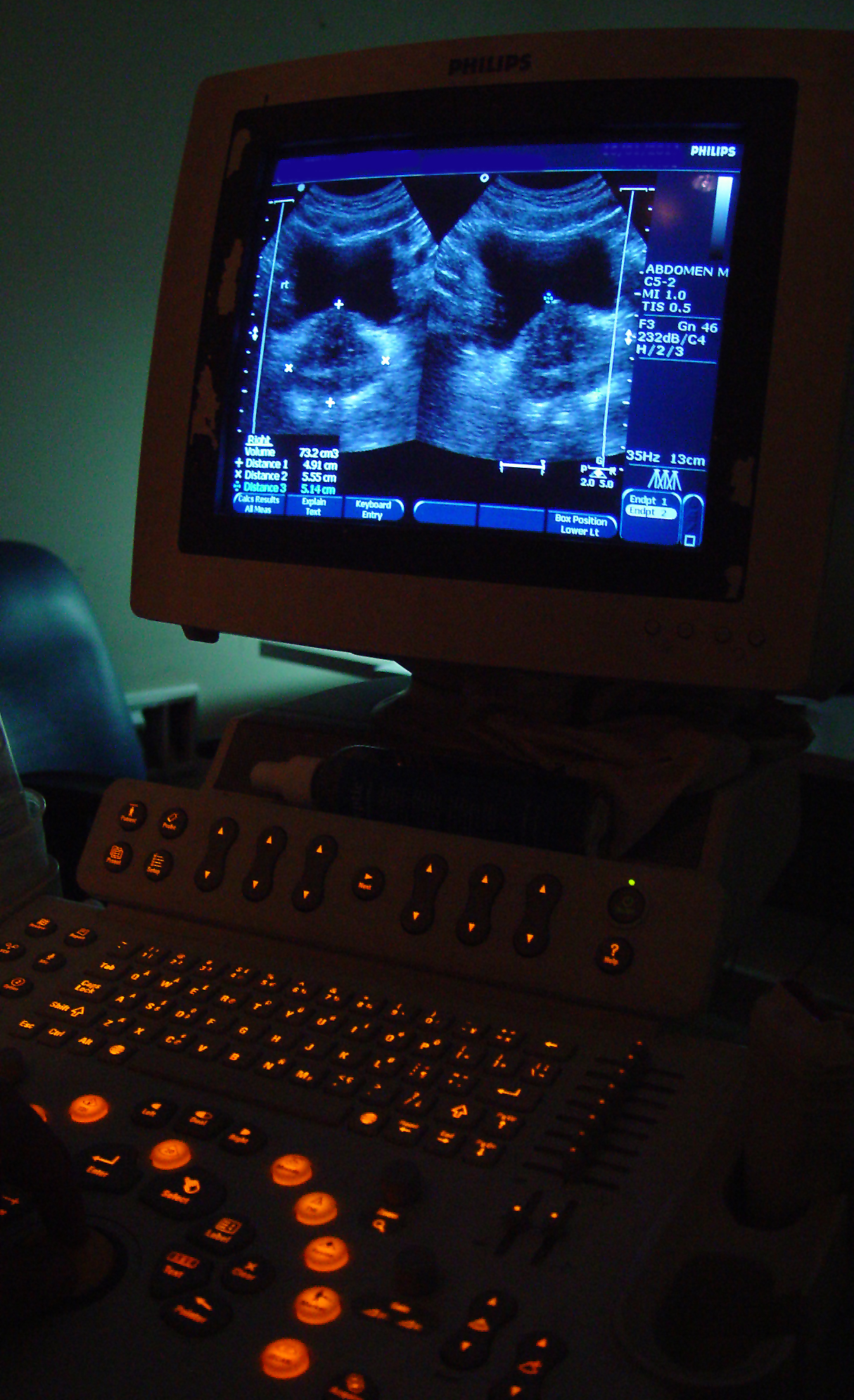
المثانة البولية والبروستاتا مفرطة التنسج (التصوير بالموجات فوق الصوتية).

## روابط خارجية
- Histology at KUMC epithel-epith09 "Urinary Bladder"
- صور تشريحيَّة: Urinary/mammal/bladder/bladder1 - علم الأعضاء المقارن في جامعة كاليفورنيا، ديفيس — "Mammal, bladder (LM, Medium)"
- Virtual Slidebox at Univ. Iowa Slide 445
- صور تشريحية:43:07-0100 في مركز داونستيت الطبي التابع لجامعة نيويورك — "The Female Pelvis: The Urinary bladder"
- صور تشريحية:44:04-0103 في مركز داونستيت الطبي التابع لجامعة نيويورك — "The Male Pelvis: The Urinary bladder"
- Bladder[وصلة مكسورة] (ISSN 2327-2120) — An open-access journal on bladder biology and diseases.